# Nicho do Senhor da Boa Passagem
O Nicho do Senhor da Boa Passagem situa-se a saída da povoação de Trevões, na estrada que leva ao Castanheiro do Sul, lembrando aos viajantes os duros e perigosos caminhos a percorrer.